# Gynoplistia (Gynoplistia) bimaculata
Gynoplistia (Gynoplistia) bimaculata is een tweevleugelige uit de familie steltmuggen (Limoniidae). De soort komt voor in het Australaziatisch gebied.